# Гуров, Роман Александрович
Рома́н Алекса́ндрович Гу́ров (28 июля 1915, Москва — 23 декабря 1981, Москва) — советский кинематографист, художник-оформитель игровых кукол, театральный художник, художник-постановщик объёмной мультипликации.

## Биография
С начала 1930-х годов работал на Московской объединённой фабрике «Союзкино» (кинофабрика «Мосфильм» — с 1935 года) в экспериментальной мастерской под руководством Александра Птушко, где окончил шестимесячные курсы скульпторов-мультипликаторов. В период с 1936 по 1940 год обучался в студии скульпторов Комитета по делам искусств при Моссовете.
С началом Великой Отечественной войны вошёл в сформированную в Киевском районе Москвы 21-ю дивизию народного ополчения (с сентября 1941 года — 173-я стрелковая дивизия 2-го формирования) . Участвовал в оборонительной и наступательной операциях Битвы за Москву, Тульской оборонительной операции, Сталинградской битве, получил ранение. Затем воевал в составе 34-й гвардейской миномётной бригады на 4-м Украинском фронте. Был старшим автотехником паркового дивизиона в звании гвардии младший лейтенант.
После демобилизации работал у Сергея Образцова в Центральном театре кукол, где возглавил мастерскую театра, внеся дух новаторства.
В 1953 году, с момента основания кукольного объединения киностудии «Союзмультфильм», перешёл в мастерскую по созданию кукол и декораций. О пришедшем на студию Гурове впоследствии вспоминал его коллега Евгений Мигунов:
…появившийся вскоре у них руководитель (бывший соратник и сотрудник Птушко) Рома Гуров — сердитый и странный выдумщик, знающий множество секретов фактур и конструкций.Работа в кукольной анимации, «Киноведческие записки» № 73 2005
В 1975 году Р. Гуров вышел на пенсию.

## Фильмография
Куклы и декорации
- 1935 — Новый Гулливер (в титрах не указан)
- 1937 — Сказка о рыбаке и рыбке
- 1938 — Волк и семеро козлят
- 1940 — В кукольной стране
- 1954 — Два жадных медвежонка
- 1954 — Карандаш и Клякса — весёлые охотники
- 1954 — Злодейка с наклейкой
- 1954 — На даче
- 1954 — Танюша, Тявка, Топ и Нюша
- 1955 — Баллада о столе
- 1955 — Упрямое тесто
- 1955 — Четыре монеты
- 1955 — Юля-капризуля
- 1956 — Небесное создание
- 1956 — Сказка о попе и о работнике его Балде
- 1956 — Чудесный колодец
- 1957 — Почему ушёл котёнок
- 1957 — Тихая пристань
- 1957 — Сказка о Снегурочке
- 1958 — Краса ненаглядная
- 1958 — Петя и волк
- 1958 — Старик и журавль
- 1958 — Три медведя
- 1959 — Али-Баба и сорок разбойников
- 1959 — Вернулся служивый домой
- 1959 — Влюблённое облако
- 1959 — История Власа — лентяя и лоботряса
- 1960 — Конец Чёрной топи
- 1960 — Машенька и медведь
- 1960 — Петя-петушок
- 1960 — Секрет воспитания
- 1960 — Про козла
- 1960 — Три зятя
- 1961 — Заокеанский репортёр
- 1961 — Кто самый сильный?
- 1961 — Новичок
- 1961 — Три пингвина
- 1962 — Банальная история
- 1962 — Баня
- 1962 — Кто сказал «мяу»?
- 1962 — Летающий пролетарий
- 1962 — Обида
- 1963 — Мистер Твистер
- 1963 — Светлячок № 4. Наш карандаш
- 1963 — Сказка о старом кедре
- 1963 — Хочу быть отважным
- 1963 — Как котёнку построили дом
- 1964 — Алёшины сказки
- 1964 — Жизнь и страдания Ивана Семёнова
- 1964 — Кто поедет на выставку?
- 1964 — Лягушонок ищет папу
- 1964 — Страна Оркестрия
- 1965 — Добрыня Никитич
- 1965 — Медвежонок на дороге
- 1965 — Ни богу ни чёрту
- 1965 — Странички календаря
- 1965 — Песня летит по свету
- 1965 — Чьи в лесу шишки?
- 1966 — Автомобиль, любовь и горчица
- 1966 — Мой зелёный крокодил
- 1966 — Поди туда, не знаю куда
- 1966 — Тимошкина ёлка
- 1967 — Варежка
- 1967 — Как стать большим
- 1967 — Легенда о Григе
- 1967 — Ну и рыжик!
- 1967 — Приключения барона Мюнхаузена
- 1967 — Шесть Иванов — шесть капитанов
- 1967 — Легенда о злом великане
- 1968 — Белая шкурка
- 1968 — Клубок
- 1968 — Козлёнок, который считал до десяти
- 1968 — Не в шляпе счастье
- 1968 — Ничто не забыто
- 1968 — Осторожно, щука!
- 1969 — Великие холода
- 1969 — Жадный Кузя
- 1969 — Золотой мальчик
- 1969 — Пластилиновый ёжик
- 1969 — Времена года
- 1969 — Сказка про Колобок
- 1969 — Солнечное зёрнышко
- 1970 — Бобры идут по следу
- 1970 — Отважный Робин Гуд
- 1970 — Приключения Огуречика
- 1970 — Мой друг Мартын
- 1971 — Лошарик
- 1972 — Мастер из Кламси
- 1973 — Аврора
- 1973 — Айболит и Бармалей
- 1973 — Волшебные фонарики
- 1973 — Митя и Микробус
- 1973 — Немухинские музыканты
- 1973 — Про Петрушку
- 1974 — Ваня Датский
- 1974 — Всё наоборот
- 1974 — Карусельный лев
- 1974 — Похождения Чичикова. Манилов
- 1974 — Похождения Чичикова. Ноздрев
- 1974 — Шапокляк
- 1975 — В гостях у гномов
- 1975 — Наша няня
- 1975 — Садко богатый

## Награды
- орден Красной Звезды (1 апреля 1945)[5]
- три медали[2]